# Tresť
Tresť je kapalný výtažek (esence, koncentrát). Hovoří se například o čajové tresti, rumové tresti, likérových trestích nebo kávové tresti. Rumovou trestí se zpravidla rozumí koncentrát nesoucí aroma rumu, avšak neobsahující alkohol.  